# David Maxwell
Pour les articles homonymes, voir Maxwell.
David Maxwell, né le 8 avril 1951 et mort le 18 décembre 2023, est un rameur d'aviron britannique. 

## Carrière
David Maxwell participe aux Jeux olympiques de 1976 à Montréal et remporte la médaille d'argent avec le huit  britannique composé de John Yallop, Timothy Crooks, Hugh Matheson, Richard Lester, James Clark, Fred Smallbone, Leonard Robertson et Patrick Sweeney.